# Liste der Lieder von Peter Heppner
Dies ist eine Liste der aufgenommenen und veröffentlichten Lieder des deutschen Synthie-Pop-Sängers Peter Heppner. Die Reihenfolge der Titel ist alphabetisch sortiert. Sie gibt Auskunft über die Urheber und auf welchem Tonträger die Komposition erstmals zu finden ist. Ausgenommen in dieser Liste sind Remixe und eigene Neuauflagen (Cover) ohne anderer Besetzung.

## Eigenkompositionen

### …
| Titel           | Autoren                     | Album     | Jahr |
| --------------- | --------------------------- | --------- | ---- |
| … und ich tanz’ | Peter Heppner, Dirk Riegner | TanzZwang | 2018 |

### A
| Titel                                           | Autoren                                                                      | Album             | Jahr |
| ----------------------------------------------- | ---------------------------------------------------------------------------- | ----------------- | ---- |
| A Love Divine                                   | Peter Heppner, Dirk Riegner, Lothar Manteuffel                               | My Heart of Stone | 2012 |
| All Is Shadow                                   | Peter Heppner, Dirk Riegner                                                  | TanzZwang         | 2018 |
| Alleinesein                                     | Tom Albrecht, José Alvarez-Brill, Dior Da Silva, Peter Heppner, Marc Kaschke | solo              | 2008 |
| Alles Klar! (Lied für Wettkämpfe)               | Peter Heppner, Dirk Riegner, Lothar Manteuffel                               | My Heart of Stone | 2012 |
| Au large (Instrumental)                         | Peter Heppner, Dirk Riegner, Lothar Manteuffel                               | My Heart of Stone | 2012 |
| Aus Gold (Milù mit Kim Sanders & Peter Heppner) | Anke Hachfeld, Peter Heppner, Dirk Riegner                                   | No Future in Gold | 2004 |
| Away (Umbra et Imago & Peter Heppner)           | Torsten B., Michael Gillian, Mozart, Nail                                    | Infantile Spiele  | 1993 |

### B
| Titel                                        | Autoren                                     | Album            | Jahr |
| -------------------------------------------- | ------------------------------------------- | ---------------- | ---- |
| Being Me                                     | Peter Heppner, Andreas Herbig, Olli Pinelli | solo             | 2008 |
| Best Things in Life (Salt & Waves Mix)       | Peter Heppner, Alexander Knolle             | TanzZwang        | 2018 |
| Black Waves (Umbra et Imago & Peter Heppner) | Lutz Demmler, Mozart                        | Mystica sexualis | 1996 |

### C
| Titel                                        | Autoren                                   | Album                | Jahr |
| -------------------------------------------- | ----------------------------------------- | -------------------- | ---- |
| Chance                                       | Peter Heppner, Dirk Riegner               | Confessions & Doubts | 2018 |
| Count on Me (Camouflage feat. Peter Heppner) | Oliver Kreyssig, Heiko Maile, Marcus Meyn | Greyscale            | 2015 |
| Cry Tonight                                  | Thommy Hein, Peter Heppner                | My Heart of Stone    | 2012 |

### D
| Titel                                      | Autoren                                                     | Album             | Jahr |
| ------------------------------------------ | ----------------------------------------------------------- | ----------------- | ---- |
| D'antan (Instrumental)                     | Peter Heppner, Dirk Riegner, Lothar Manteuffel              | My Heart of Stone | 2012 |
| Das geht vorbei …                          | Peter Heppner, Lothar Manteuffel                            | solo              | 2008 |
| Deserve to Be Alone (feat. Kim Sanders)    | Peter Heppner, Dirk Riegner, Lothar Manteuffel              | My Heart of Stone | 2012 |
| Die Flut (Witt / Heppner)                  | Peter Heppner, Joachim Witt                                 | Bayreuth I        | 1998 |
| Dieser Augenblick (Alvarez vs. Heppner)    | José Alvarez-Brill, Peter Heppner                           | —                 | 2010 |
| Dream of Christmas / Traum von Weihnachten | Peter Heppner                                               | —                 | 2012 |
| Dream of You (mir Schiller)                | Peter Heppner, Christopher von Deylen, Mirko von Schlieffen | Weltreise         | 2001 |

### E
| Titel    | Autoren                                        | Album             | Jahr |
| -------- | ---------------------------------------------- | ----------------- | ---- |
| Easy     | Peter Heppner, Peter-John Vettese              | solo              | 2008 |
| Épilogue | Peter Heppner, Dirk Riegner, Lothar Manteuffel | My Heart of Stone | 2012 |

### F
| Titel                | Autoren                     | Album     | Jahr |
| -------------------- | --------------------------- | --------- | ---- |
| Fremd in diesem Land | Peter Heppner, Dirk Riegner | TanzZwang | 2018 |

### G
| Titel                                                          | Autoren                                                    | Album                                 | Jahr |
| -------------------------------------------------------------- | ---------------------------------------------------------- | ------------------------------------- | ---- |
| Genau entgegengesetzt (Marianne Rosenberg feat. Peter Heppner) | Marianne Rosenberg, Ken Taylor                             | Regenrhythmus                         | 2011 |
| Gib mir doch’n Grund                                           | Peter Heppner, Dirk Riegner                                | Confessions & Doubts                  | 2018 |
| Give Us What We Need (Truth is Not the Key)                    | Peter Heppner, Dirk Riegner, Lothar Manteuffel             | My Heart of Stone                     | 2012 |
| Glasgarten (Goethes Erben / Heppner)                           | Oswald Henke, Peter Heppner, Jürgen Jansen, Mindy Kumbalek | Nichts bleibt wie es war (Neuauflage) | 2001 |
| God Smoked (feat. Howard Marks)                                | Peter Heppner, Dirk Riegner, Lothar Manteuffel             | My Heart of Stone                     | 2012 |
| Good Things Break                                              | Peter Heppner, Dirk Riegner                                | Confessions & Doubts                  | 2018 |
| Grey in Grey (Girls Under Glass & Peter Heppner)               | Axel Ermes, Hauke Harms, Volker Zacharias                  | Darius                                | 1992 |

### H
| Titel                                                | Autoren                     | Album                | Jahr |
| ---------------------------------------------------- | --------------------------- | -------------------- | ---- |
| Heal Yourself (mit New Rock Conference)              | Jeff Collier, Dirk Riegner  | —                    | 2000 |
| Herz (Metropolis)                                    | Peter Heppner, Dirk Riegner | Confessions & Doubts | 2018 |
| Hörst du mein Rufen (Umbra et Imago & Peter Heppner) | Lutz Demmler, Mozart        | Mystica sexualis     | 1996 |

### I
| Titel                                        | Autoren                                        | Album                      | Jahr |
| -------------------------------------------- | ---------------------------------------------- | -------------------------- | ---- |
| I Hate You                                   | Peter Heppner, Peter-John Vettese              | solo                       | 2008 |
| I Will Hurt You (Temple.Mix)                 | Peter Heppner, Alexander Knolle                | TanzZwang                  | 2018 |
| I Won’t Give Up                              | Peter Heppner, Dirk Riegner, Lothar Manteuffel | My Heart of Stone          | 2012 |
| Immer noch derselbe Himmel (mit Jade Schulz) | Thomas Auerswald, Lars Hesse                   | Die Kinder der toten Stadt | 2018 |
| In My Life (Alice 2 feat. Peter Heppner)     | Falk Hoffmann, Kai Hoffmann, Dirk Riegner      | Brave New World            | 2001 |

### J
| Titel         | Autoren                     | Album     | Jahr |
| ------------- | --------------------------- | --------- | ---- |
| Just One Word | Peter Heppner, Dirk Riegner | TanzZwang | 2018 |

### L
| Titel                                        | Autoren                                        | Album             | Jahr |
| -------------------------------------------- | ---------------------------------------------- | ----------------- | ---- |
| Leben … I Feel You (mit Schiller)            | Peter Heppner, Christopher von Deylen          | Leben             | 2003 |
| Letter from Africa                           | Peter Heppner, Dirk Riegner, Lothar Manteuffel | My Heart of Stone | 2012 |
| Lieber Gott (Umbra et Imago & Peter Heppner) | Peter Heppner, Mozart                          | Mea culpa         | 2000 |
| Lustschmerz (Milù feat. Peter Heppner)       | Anke Hachfeld, Dirk Riegner                    | No Future in Gold | 2005 |

### M
| Titel      | Autoren                                        | Album             | Jahr |
| ---------- | ---------------------------------------------- | ----------------- | ---- |
| Meine Welt | Peter Heppner, Dirk Riegner, Lothar Manteuffel | My Heart of Stone | 2012 |

### N
| Titel                   | Autoren                                        | Album                | Jahr |
| ----------------------- | ---------------------------------------------- | -------------------- | ---- |
| No Matter What It Takes | Peter Heppner, Peter-John Vettese              | solo                 | 2008 |
| Noch nicht soweit       | Peter Heppner, Dirk Riegner, Lothar Manteuffel | My Heart of Stone    | 2012 |
| Nothing Ends            | Peter Heppner, André Tanneberger               | Confessions & Doubts | 2018 |

### O
| Titel      | Autoren                     | Album     | Jahr |
| ---------- | --------------------------- | --------- | ---- |
| Once Again | Peter Heppner, Dirk Riegner | TanzZwang | 2018 |

### P
| Titel                              | Autoren                                        | Album             | Jahr |
| ---------------------------------- | ---------------------------------------------- | ----------------- | ---- |
| Pénombre Islandaise (Instrumental) | Peter Heppner, Dirk Riegner, Lothar Manteuffel | My Heart of Stone | 2012 |
| Prologue (Instrumental)            | Peter Heppner, Dirk Riegner, Lothar Manteuffel | My Heart of Stone | 2012 |

### R
| Titel                                                       | Autoren                                                   | Album  | Jahr |
| ----------------------------------------------------------- | --------------------------------------------------------- | ------ | ---- |
| Reach Out for the Stars (Girls Under Glass & Peter Heppner) | Axel Ermes, Hauke Harms, Conny Mollison, Volker Zacharias | Darius | 1992 |

### S
| Titel           | Autoren                     | Album     | Jahr |
| --------------- | --------------------------- | --------- | ---- |
| Sedate Yourself | Peter Heppner, Dirk Riegner | TanzZwang | 2018 |
| Standing Tall   | Peter Heppner, Dirk Riegner | TanzZwang | 2018 |
| Suddenly        | Peter Heppner, Dirk Riegner | solo      | 2008 |

### T
| Titel                            | Autoren                     | Album                              | Jahr |
| -------------------------------- | --------------------------- | ---------------------------------- | ---- |
| Theresienstadt: Hinter der Mauer | Peter Heppner, Dirk Riegner | Confessions & Doubts               | 2018 |
| Twelve                           | Peter Heppner               | Bouquet of Dreams Vol. 3 (Sampler) | 1998 |

### U
| Titel      | Autoren                     | Album                | Jahr |
| ---------- | --------------------------- | -------------------- | ---- |
| Unloveable | Peter Heppner, Dirk Riegner | Confessions & Doubts | 2018 |

### V
| Titel                           | Autoren                                                                      | Album                                 | Jahr |
| ------------------------------- | ---------------------------------------------------------------------------- | ------------------------------------- | ---- |
| Viele schöne Stunden            | Matthias Heising, Peter Heppner, Alexander Knolle                            | Confessions & Doubts                  | 2018 |
| Vielleicht? (Alvarez & Heppner) | José Alvarez-Brill, Peter Heppner, Henning Verlage                           | Alvarez Presents Zeitmaschine Remixed | 2005 |
| Vorbei (feat. Moonrise)         | Tom Albrecht, José Alvarez-Brill, Dior Da Silva, Peter Heppner, Marc Kaschke | solo solo (Limited Edition)           | 2008 |

### W
| Titel                                            | Autoren                                                                      | Album                                       | Jahr |
| ------------------------------------------------ | ---------------------------------------------------------------------------- | ------------------------------------------- | ---- |
| Walter (London or Manchester)                    | Tom Albrecht, José Alvarez-Brill, Dior Da Silva, Peter Heppner, Marc Kaschke | solo                                        | 2008 |
| Was bleibt? (feat. Witt)                         | Riad Abdel-Nabi, Peter Heppner, Mirko Schaffer, Mario Wesser, Joachim Witt   | Confessions & Doubts                        | 2018 |
| Weiß wie Schnee (Sotiria feat. Peter Heppner)    | Justin Balk, Rupert Keplinger, Sotiria Schenk                                | Meine Liebe ist Gift                        | 2025 |
| Whenever I Miss You                              | Peter Heppner, Dirk Riegner, Lothar Manteuffel                               | My Heart of Stone                           | 2012 |
| Wherever                                         | Peter Heppner, Dirk Riegner                                                  | solo                                        | 2008 |
| Whispering Voices (Moonrise feat. Peter Heppner) |                                                                              | No Mean Depression                          | 1997 |
| Wir sind wir (Paul van Dyk / Heppner)            | Peter Heppner, Paul van Dyk                                                  | Re-Reflections in the Mix (The Remix Album) | 2004 |

### Y
| Titel                                 | Autoren                                  | Album                | Jahr |
| ------------------------------------- | ---------------------------------------- | -------------------- | ---- |
| You Don’t Love Me (feat. Kim Sanders) | Peter Heppner, Dirk Riegner, Kim Sanders | Confessions & Doubts | 2018 |

## Coverversionen
| Titel                                                                     | Autoren                                    | Album                           | Jahr |
| ------------------------------------------------------------------------- | ------------------------------------------ | ------------------------------- | ---- |
| Hermann Hesse: Im Nebel                                                   | Peter Heppner, Hermann Hesse, Dirk Riegner | TanzZwang                       | 2018 |
| Haus der drei Sonnen (Nena & Heppner)                                     | Uwe Fahrenkrog-Petersen, Carlo Karges      | Best of Nena                    | 2010 |
| I Didn’t Mean to Turn You On (RE-201 feat. Mika Bajinski & Peter Heppner) | James Harris III, Terry Lewis              | Palmer in Dub (Drug Chug Dub’s) | 2022 |
| Johnny & Mary (RE-201 feat. Mika Bajinski & Peter Heppner)                | Robert Palmer                              | Palmer in Dub (Drug Chug Dub’s) | 2022 |

## Unveröffentlichte Aufnahmen
| Titel                                                       | Autoren                               | Anmerkung | Jahr |
| ----------------------------------------------------------- | ------------------------------------- | --- | ---- |
| Delicately Yours (mit Kim Sanders)                          | Kim Sanders, Christopher von Deylen   | Sie spielten das Schiller-&-Sanders-Cover während der 30 Years of Heppner Tour.                                            | 2017 |
| Enjoy the Silence                                           | Martin Gore                           | Nach technischen Problemen spielte Heppner das Depeche-Mode-Cover bei der Nocturnal Culture Night 2014.                    | 2014 |
| Ich weiß nicht, zu wem ich gehöre                           | Friedrich Hollaender, Robert Liebmann | Das Anna-Sten-Cover bildete zwischen 2014 und 2022 einige Konzertabschlüsse Heppners.                                      | 2014 |
| Kein zurück (mit Marcus Meyn) Kein zurück (mit Kim Sanders) | Peter Heppner, Markus Reinhardt       | Sie spielten das Wolfsheim-Cover während der 30 Years of Heppner Tour.                                                     | 2017 |
| Mr. Blue                                                    | Vince Clarke                          | Heppner spielte das Yazoo-Cover während seiner Solo Tour.                                                                  | 2009 |
| Surabaya Johnny                                             | Bertolt Brecht, Kurt Weill            | Heppner spielte das Carola-Neher-Cover während seiner Akustiktour 2022/23.                                                 | 2022 |
| That Smiling Face (mit Camouflage)                          | Heiko Maile, Marcus Meyn              | Sie spielten das Lied bei dem 30-jährigen-Jubiläumskonzert von Camouflage sowie bei weiteren Gastauftritten untereinander. | 2014 |